# XeTeX
XeTeX [ziːtɛχ] (im deutschen Sprachraum auch [ziːtɛç]), manchmal auch ΧƎΤΕΧ geschrieben, ist eine auf eTeX basierende Alternative zu pdfTeX. XeTeX wurde vom Summer Institute of Linguistics durch Jonathan Kew entwickelt, welches inzwischen jedoch nicht mehr involviert ist.  Es wurde ursprünglich für Mac OS X geschrieben und später auf Linux und Windows portiert, wenn auch mit geringerem Funktionsumfang.

Rendering von Ligaturen in XeTeX mit der OpenType-Schriftart Hoefler Text.

## Entwicklung
XeTeX ist der Nachfolger von TeXGX, das für die von Apple inzwischen aufgegebene Technik QuickDraw GX geschrieben war. Im Gegensatz zu TeX bietet XeTeX native Unicode-Unterstützung und erweitert es zudem um die Schrifttechniken von Mac OS X, Apple Advanced Typography (AAT) und OpenType. Dadurch bietet XeTeX ausgefeilte typographische Feinheiten wie automatische Ligaturen, langes s, Buchstabenvariation und Schmuckbuchstaben, soweit es die verwendete Schrift erlaubt. Außerdem kann XeTeX mit Multiple Master Fonts umgehen.
XeTeX ist im Beta-Status, ist aber produktiv einsetzbar. Die Version 0.999992 war Bestandteil von TeX Live 2020.
Die letzte Änderung am Quelltext wurde am 20. Januar 2020 durchgeführt, seitdem findet keine Weiterentwicklung mehr statt. Seitdem wird es unter dem Schirm der TeX LiveCommunity weiter entwickelt.
Ursprünglich war die Version 1.0 für 2007 geplant, ist aber nicht erschienen. Ursprünglich wurde es für Mac OS X 10.3 (Panther) und dessen Nachfolger Mac OS X 10.4 (Tiger) konzipiert. Neben TeX Live ist XeTeX auch in MiKTeX, einer TeX-Distribution für Windows, enthalten.
XeTeX unterliegt der X11-MIT-Lizenz. Seit dem 30. April 2006 existiert eine Portierung für Linux und seit dem 13. Juni 2006 eine Portierung für Windows.

## Besonderheiten
XeTeX kann insbesondere auch asiatische Schriften und Schriftzeichen handhaben. Zum Beispiel kann es CJK-Schrift in von rechts nach links aneinandergereihte, vertikal von oben nach unten verlaufende Spalten setzen, und Mongolisch in von links nach rechts aneinandergereihte, vertikal von oben nach unten verlaufende Spalten.

## Aufbau eines Dokuments
Ein Beispiel für ein in XeLaTeX geschriebenes Dokument und die entsprechende Ausgabedatei. Die verwendete Schrift ist die Linux Libertine. Der Quelltext wird mit dem Kommando xelatex kompiliert.
| Quelltext eines XeLaTeX-Dokuments | Ausgabe des kompilierten Dokuments |
| --- | ---------------------------------- |
| %% Dieser Sourcecode ist in der Kodierung UTF-8 zu speichern %% und mit XeLaTeX zu kompilieren. \documentclass[11pt]{article} \usepackage{xltxtra} \setmainfont[Mapping=tex-text]{Linux Libertine O} \begin{document} \section{Unicode support} \subsection{English} All human beings are born free and equal in dignity and rights. \subsection{Íslenska} Hver maður er borinn frjáls og jafn öðrum að virðingu og réttindum. \subsection{Русский} Все люди рождаются свободными и равными в своем достоинстве и правах. \subsection{Tiếng Việt} Tất cả mọi người sinh ra đều được tự do và bình đẳng về nhân phẩm và quyền lợi. \subsection{Ελληνικά} Ὅλοι οἱ ἄνθρωποι γεννιοῦνται ἐλεύθεροι καὶ ἴσοι στὴν ἀξιοπρέπεια καὶ τὰ δικαιώματα. \section{Legacy syntax} When he goes---``Hello World!''\\ She replies—“Hello dear!” \section{Ligatures} \fontspec[Ligatures={Common, Historic}]{Linux Libertine O Italic} \fontsize{12pt}{18pt}\selectfont Questo è strano assai! \section{Numerals} \fontspec[Numbers={OldStyle}]{Linux Libertine O}Old style: 1234567\\ \fontspec[Numbers={Lining}]{Linux Libertine O}Lining: 1234567 \end{document} |                                    |

## Unterstützung
- Der Editor TeXShop für Mac OS X unterstützt die pdfLatex-Alternative ab Versionsnummer 1.35, die Verwendung ist in der Hilfefunktion von TeXShop dokumentiert.
- TeXworks aus dem MiKTeX-Paket unterstützt ebenfalls XeTeX und XeLaTeX.
- Auch der Windows-Editor TeXnicCenter unterstützt XeLaTeX.
- Für Emacs existieren plattformübergreifend entsprechende Modes.